# Prang Khaek
Le Prang Khaek, situé à Lopburi, était à l'origine un temple hindouiste. Les trois prangs sont les plus anciens prangs khmers du centre de la Thaïlande. Le temple a été restauré au XVIIe siècle par le roi Naraï le grand.
Situé sur un ilot en plein centre de la ville, il est composé de trois prangs sur un axe nord-sud. En face de la tour centrale, qui est la plus grande, se trouve un viharn en ruines. Les trois tours sont en brique rouge, avec des murs à redents sur lesquels restent quelques traces de stuc. La forme des deux tours latérales rappelle un peu le profil du Phnom Rung.

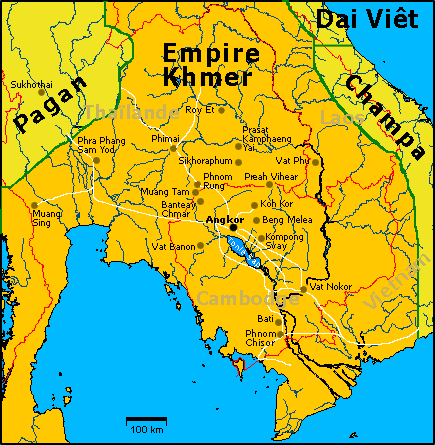
Principaux sites khmers